# 密州 (山东省)
密州，中国古代的州。
隋开皇五年（585年）以胶州改置，以境内密水为名。治所在东武县（后改诸城县，即今山东省诸城市）。唐朝时的辖境约相当今山东省穆陵关、莒南以东，胶州、安丘以南地区。金朝以后南部缩小。明洪武元年（1368年）废。
密州负山面海，饶渔盐之利，又为对外贸易重要港侧，北宋时曾在州境板桥镇（今胶州市）置市舶司。
| 唐朝密州辖县 | 唐朝密州辖县                                         |
| ------------ | ---------------------------------------------------- |
| 618年        | 诸城县、高密县、安丘县                               |
| 620年        | 诸城县、高密县、安丘县（新设胶西县）                 |
| 621年        | 诸城县、高密县、安丘县、胶西县（郚城县、昌安县来属） |
| 623年        | 诸城县、高密县、安丘县（废除郚城县、昌安县、胶西县） |
| 634年        | 诸城县、高密县、安丘县（莒县来属）                   |
| 759年        | 诸城县、高密县、安丘县（改名辅唐县）、莒县           |

## 刺史
| 唐朝密州刺史 - 潘某（贞观初年） - 韦庆植（贞观年间） - 侯善业（662年之后） - 郑仁恺（唐高宗时） - 郭敬宗（唐高宗时） - 李冲（唐高宗后期） - 杜元景（唐高宗、武后时） - 窦怀让（唐中宗时） - 元希古（开元初年） - 郑杳（725年） - 薛绘（开元年间） - 林洋（开元末年） - 高密郡太守 | - 殷仲卿（759年） - 阳济（764年） - 程谏（大历年间） - 马万通（781年） - 李师道（797年—806年） - 崔玄亮（819年—820年） - 樊宗谅（大和年间） - 程潜（849年） - 郭镠（咸通初年） - 乌行专（咸通年间） - 刘康乂（903年） - 张训（903年） - 王檀（903年—907年） |